# Coup d'État de Qi de 860 av. J.-C.
Au cours du coup d'État de Qi de 860 av. J.-C., le duc Hu de Qi (en) fut renversé et tué par une faction rebelle, dirigée par son demi-frère Shan (en). Comme Hu avait été nommé et soutenu par la dynastie Zhou, ce coup d’état a provoqué une expédition punitive royale, qui n'a pas réussi à détrôner Shan. Connu plus tard sous le nom de Duc Xian, Shan dirigea le Qi pendant sept ou huit ans.

## Histoire
En 862 av. J.-C., le roi Zhou Yiwang convoqua de nombreux dirigeants vassaux régionaux, dont le duc Ai de Qi, dans la capitale royale. Lors de la conférence, le duc a été calomnié par le souverain de l'État voisin de Ji, ce qui a amené Yiwang à faire exécuter Ai en le faisant bouillir dans un immense chaudron. Le roi nomma alors le demi-frère d'Ai, Jing, connu par la suite sous le nom de Duc Hu, en tant que nouveau souverain de Qi. En raison de son ascendance et de la nature de son ascension au pouvoir, le règne du Duc Hu semble avoir souffert de problèmes de légitimité; surtout parce que Shan, un autre frère de Ai, n’approuva pas la tournure des événements et a défié le pouvoir du Duc Hu .
Peut-être en raison de la fragilité de sa légitimité et de ses relations tendues avec le reste de la famille ducale, le Duc Hu a déplacé la capitale du Duché de Yingqiu à la ville de Pugu. Cette démarche lui a toutefois aliéné le soutien des citoyens de Yingqiu, qui ont par conséquent commencé à soutenir le complot de Shan visant à usurper le trône. Shan lance son coup d'état en 860 av. J.-C., lançant ses fidèles et la population de Yingqiu dans une attaque surprise contre le duc Hu, le vainquant et le tuant. Selon un récit ultérieur, Hu aurait été noyé personnellement par un grand maître de Qi nommé Tsou Ma-hsü dans la rivière Chü, près de Pugu. Shan monta ensuite sur le trône et devint le Duc Xian de Qi. Ce coup d'État, cependant, provoqua un conflit armé avec la dynastie Zhou, qui avait mis au pouvoir feu le duc Huc .
Sur la base des inscriptions du "Gui de la cinquième année de Shi Shi", plusieurs sinologues tels que Shirakawa Shizuka, Edward L. Shaughnessy et Li Feng ont conclu qu'en 860 av. J.-C., Zhou Yiwang avait envoyé une expédition punitive contre Qi, commandée par Shi Shi, afin de renverser le duc Xian, Li Feng estimant que la campagne des Zhou avait échoué et que l'armée royale avait probablement subi "une défaite humiliante [...] de la part des troupes [Qi]", Li Feng a continué de gouverner pendant sept ou huit ans. ". Après avoir raffermi son pouvoir, le duc Xian a fait bannir en 859 av. J.-C les fils de feu le duc Hu, puis a re-déplacé la capitale pour la réinstallé à Yingqiu, qu'il fait renomme Linzi.

## Conséquences
Li Feng considère le coup d'État de 860 av. J.-C. comme symptomatique de la faiblesse croissante et des conflits internes de la lignée royale de la dynastie Zhou après le règne du roi Mu. En effet, la dynastie n'était pas seulement entrée en conflit avec certains de ses alliés les plus fervents et ses vassaux les plus loyaux, mais avait également échoué à déloger des rebelles anti-Zhou d'un des duchés.
Dans le même temps, à QI, le conflit entre les lignées du duc Hu et du duc Xian ne s'est pas terminé en 859 av. J.-C. En effet, l'un des fils de Hu a déclenché une révolte contre le duc Li de Qi, le petit-fils de Xian, en 816 av. J.-C. Au cours des combats, le duc ainsi que le chef rebelle meurent et c'est finalement le Duc Wen de Qi, le fils de Li, qui est sorti victorieux de cette guerre civile.